# Katastrophy Wife
I Katastrophy Wife sono una band alternative rock/grunge fondata nel 1998 da Kat Bjelland (cantante delle ormai sciolte Babes in Toyland) e dall'ex marito Glenn Mattson.

## Formazione

### Formazione attuale
- Kat Bjelland - voce, chitarra
- Adrian Johnson - batteria

### Ex componenti
- Brendan Parkes - chitarra
- Darren Donovan - batteria
- Vanessa White - chitarra
- Andrew Parker - basso
- Glen Mattson - batteria
- Keith St Louis - basso

## Discografia

### Album in studio
- 2001 - Amusia (2001)
- 2004 - All Kneel (2004)

### Singoli ed EP
- 2001 - Gone Away
- 2003 - Liberty Belle
- 2003 - Money Shot
- 2004 - Blue Valiant
- 2007 - Heart On